# Kalitha Dorothy Fox
Pour les articles homonymes, voir Fox.
Kalitha Dorothy Fox (1894 — 11 août 1934) est une compositrice et écrivaine britannique. Peu de choses concernant sa vie sont connues si ce n'est que sa sonate pour alto a été diffusée depuis Bournemouth.

## Biographie
Elle est née à Kensington (Londres) en 1894 dans une famille aisée,. Elle tient son nom peu courant de sa mère Kaletha Marianne Childs (morte en 1905),. Son père est Arthur Elliston Fox (Déc 1862, 8 avril 1949), ses parents se sont mariés en septembre 1888 à Kensington, et elle a un frère, Gerald Hugh Borlase Fox (1900-1995).
Elle commence  à composer jeune, à l'âge de onze ans. Sa pièce pour piano seul Affliction – on the death of my mother est publiée en 1906 par Augener à Londres.
Certaines de ses partitions ont été publiées à Paris, et elle y vivait certainement vers 1927 (sa famille semble avoir déménagé à l'étranger au début des années 1900), et elle a passé ses dernières années à vivre avec un ami à Amersham.
Elle meurt dans un hôtel de Windsor (elle s'est pendue avec un foulard en soie,), s'y étant rendue pour échapper au bruit des perceuses pneumatiques chez elle,. Le bénéficiaire de son testament (et dédicataire de sa sonate pour alto) était son frère Gerald Hugh Borlase Fox.
Elle a été membre de la Society of Women Musicians. Ses œuvres ont été jouées lors du Jubilé d'argent de la Society of Women Musicians en 1936,.

## Œuvres

### Musique de chambre
- Scherzo en ut pour violon et piano, op. 4 (publié en 1910)
- Chant élégiaque pour violoncelle et piano, op. 6 (publié en 1921) [11]
- Sonate en ut mineur pour alto et piano, op. 7 (vers 1925), dédicacée à son frère
- Sonate pour violon et piano (publiée en 1931)

### Piano
- Affliction: On the Death of My Mother  (publiée en 1906); arrangement par LL
- Fantaisie en do dièse mineur, op. 2 (publiée en 1910)
- Menuet en sol mineur, op. 3 (publié en 1910)
- The Kitten Scherzo, op. 8 (publié en 1929)
- Prélude, op. 9 (1925 ?)
- Five Pieces,, op. 11 (1925 ?), dédicacé à la harpiste Dorothy Erhart (1894-1971)